# 琴乔·曼托瓦尼
琴乔·曼托瓦尼（義大利語：Cencio Mantovani，1941年10月17日—1989年10月21日），意大利男子自行车运动员。他曾代表意大利参加1964年夏季奥林匹克运动会自行车比赛，获得男子团体追逐赛银牌。